# Vjatjeslav Tikhonov
Vjatjeslav Vasiljevitj Tikhonov ( russisk: Вячеслав Васильевич Тихонов, født 8. februar 1928, død 4. december 2009) var en sovjetisk og russisk skuespiller, der er i de tidligere sovretrepublikker er bedst kendt for sin rolle som den sovjetiske spion Stierlitz i tv-serien Semnadtsat mgnovenij vesny (da.: Sytten øjeblikke af forår). I Vesten han bl.a. kendt for sine roller i de Oscarvindende Krig og fred (1966-67) og Brændt af solen (1994).
Han modtog adskillige statspriser, herunder hæderen Folkets Kunstner i USSR (1974) og prisen Det Socialistiske Arbejdes Helt (1982).
Vjatjeslav Tikhonov døde den 4. december 2009 i Moskva, Rusland. Den russiske præsident Dmitrij Medvedev udtrykte ved dødsfaldet sin medfølelse med Tikhonovs familie.

## Opvækst og ungdom
Tikhonov blev født i Pavlovskij Posad nær Moskva. Hans mor var børnehavelærerinde og hans far ingeniør på den lokale tekstilfabrik. Vjatjeslav drømte om at blive skuespiller, men hans forældre forestillede sig en anden karriere, og under krigen arbejdede han på en ammunitionsfabrik. Efter at have arbejdet som metalarbejder blev han i 1945 optaget på skuespillerskolen ved VGIK. Efter at have afsluttet VGIK med udmærkelse i 1950, begyndte han som teaterskuespiller ved Filmskuespillernes Teaterstudie, hvor han arbejdede i seks år.

## Karriere
Tikhonov fik filmdebut i 1948. I de næste par år optrådte han i relativt lavprofilerede film og på Filmskuespillernes Teaterstudie i i Smolensk.
Tikhonov gjorde sig bemærket som filmskuespiller med sin præstation i familiedramaet Delo bylo v Penkove (da.: Det skete i Penkovo, 1958), der blev efterfulgt af flere krigsdramaer. I Jevgenij Tasjkovs Sjasjda (da.: Tørst 1959) portrætterede Tikhonov i den første af sine spionroller en spejder i en operation for at befri et Odessa-vandværk fra nazisterne.
I Dve Sjizin (da.: To liv, 1961) spillede Tikhonov den mindre heldige af to mænd, der uforvarende mødes i Frankrig 40 år efter at have kæmpet på hver sin side under den russiske revolution. For sin medvirken i Stanislav Rostotskijs Dozjivjom do ponedelnika (da.: Vi lever indtil mandag, 1968) modtog Tikhonov en statspris. I 1979 lavede Rostotskij en dokumentar om Tikhonov, Profession: Skuespiller.
Tikhonov spillede fyrst Andrej Bolkonskij i den Oscarvindende filmatisering af Lev Tolstojs Krig og fred (1966-67) instrueret af Sergej Bondartjuk. Tikhonov fik efter sigende kun rollen efter forslag fra kulturministeren, da Innokentij Smoktunovskij ikke havde tid til at tage rollen.
I 1973 medvirkede Tikhonov i den rolle, som han er mest kendt for i de tidligere sovjetrepublikker, da instruktøren Tatjana Lioznova valgte ham frem for Smoktunovskij til at medvirke i en filmatisering af Julian Semjonovs roman 17 øjeblikke af forår, hvor Tikhonov spillede Standartenführer Stierlitz. De 17 øjeblikke er 17 dage i foråret 1945 lige før Nazitysklands nederlag i Anden Verdenskrig og centrerer sig om forsøg fra nogle af Sovjetunionens mænd i Tyskland på at forpurre hemmelige fredsforhandlinger mellem nazisterne og USA og Storbritannien. Tv-serien opnåede stor popularitet. Tv-serien var dog tæt på ikke at blive realiseret, og kun indgriben for daværende KGB-chef (og senere leder af Sovjetunionen) Jurij Andropov sikrede filmens realisering.  Rollen indbragte Tikhonov hæderen Folkets kunstner i USSR. I 1976 medvirkede Tikhonov i Bondartjuks filmatisering af Mikhail Sjolokhovs Oni srazjalis za Rodinu (da.: De kæmpede for moderlandet), hvilket indbragte ham endnu en statspris samme år, hvor han sluttede sig til kommunistpartiet.
Tikhonov optrådte i Nikita Mikhalkovs Oscar-vindende Brændt af solen (1994), hvor han spillede Vsevolod. Den sidste medvirken inden hans død i 2009 var i fantasyfilmen om H.C. Andersens liv Andersen. Sjizn bez ljubli (da.: Andersen: Et liv uden kærlighed), hvor han spiller Gud.

## Privatliv
I 1948 giftede han sig med den populære skuespillerinde Nonna Mordjukova. Parret fik en søn, Vladimir, der også blev skuespiller. Ægteskabet blev opløst i 1963. Senere giftede Tikhonov sig for anden gang med Tamara Ivanovna Tikhonova. Parret fik i 1969 datteren Anna Tikhonova, der også blev skuespiller.

## Filmografi
- Den unge garde (1948)
- Drengen fra slaveskibet (1953)
- Delo bylo v Penkove (da.: Det skete i Penkove, 1957)
- Tj. P. - Tjrezvytjajnoje proissjestvie (da: Tj.P. – Ekstraordinær ulykke, 1958)
- Mitjman Panin (da.: Mitjmand Panin, 1960)
- For alle de syv vinde (1962)
- En optimistisk tragedie (1963)
- Krig og fred (1966-67)
- Dozjivjom do ponedelnika (da.: Vi lever indtil mandag, 1968)
- Semejnoje stjastje (da.: Familielykke, 1969)
- Semnadtsat mgnovenij vesny (da.: Sytten øjeblikke af forår, tv-film i 12 afsnit,1973)
- Front bez flangov (da.: Front uden flanker 1975)
- Oni srazjalis za Rodinu (da.: De kæmpede for Moderlandet, 1975)
- ...I drugije ofitsialnyje litsa (da.: ... og andre embedsmænd, 1976)
- En optimistisk tragedie (1977)
- Belyj Bim Tjornoje ukho (da.: Hvid Bim sort øre, 1977)
- Front v tylu vraga (da.: Frontlinjen bag fjendens linjer, 1981)
- Dræb dragen (sovjetisk-tysk co-produktion, 1989)
- Brændt af solen (1994)
- Sotjinenije ko Dnju Pobedy (da.: Komposition til sejrsdagen, 1998)

## Eksterne henvendelser
- Vjatjeslav Tikhonov på Internet Movie Database (engelsk)
- Vjatjeslav Tikhonov på Filmdatabasen
- Vjatjeslav Tikhonov på Svensk Filmdatabas (svensk)
- Vjatjeslav Tikhonov på AlloCiné (fransk)
- Vjatjeslav Tikhonov på AllMovie (engelsk)
- Vjatjeslav Tikhonov på Turner Classic Movies (engelsk)
- Vjatjeslav Tikhonov på TV Guide (engelsk)
- Vjatjeslav Tikhonov på The Movie Database (engelsk)